# Kumano Maru
Die Kumano Maru (japanisch 熊野丸) war ein Geleitflugzeugträger des Kaiserlich Japanischen Heeres, der auf Grund seiner späten Fertigstellung im Zweiten Weltkrieg nicht zum Einsatz kam. Als eine der wenigen größeren Einheiten der japanischen Streitkräfte überstand das Schiff den Krieg unbeschadet und wurde nach einer kurzen Dienstzeit als Handelsschiff 1948 abgebrochen.

## Geschichte

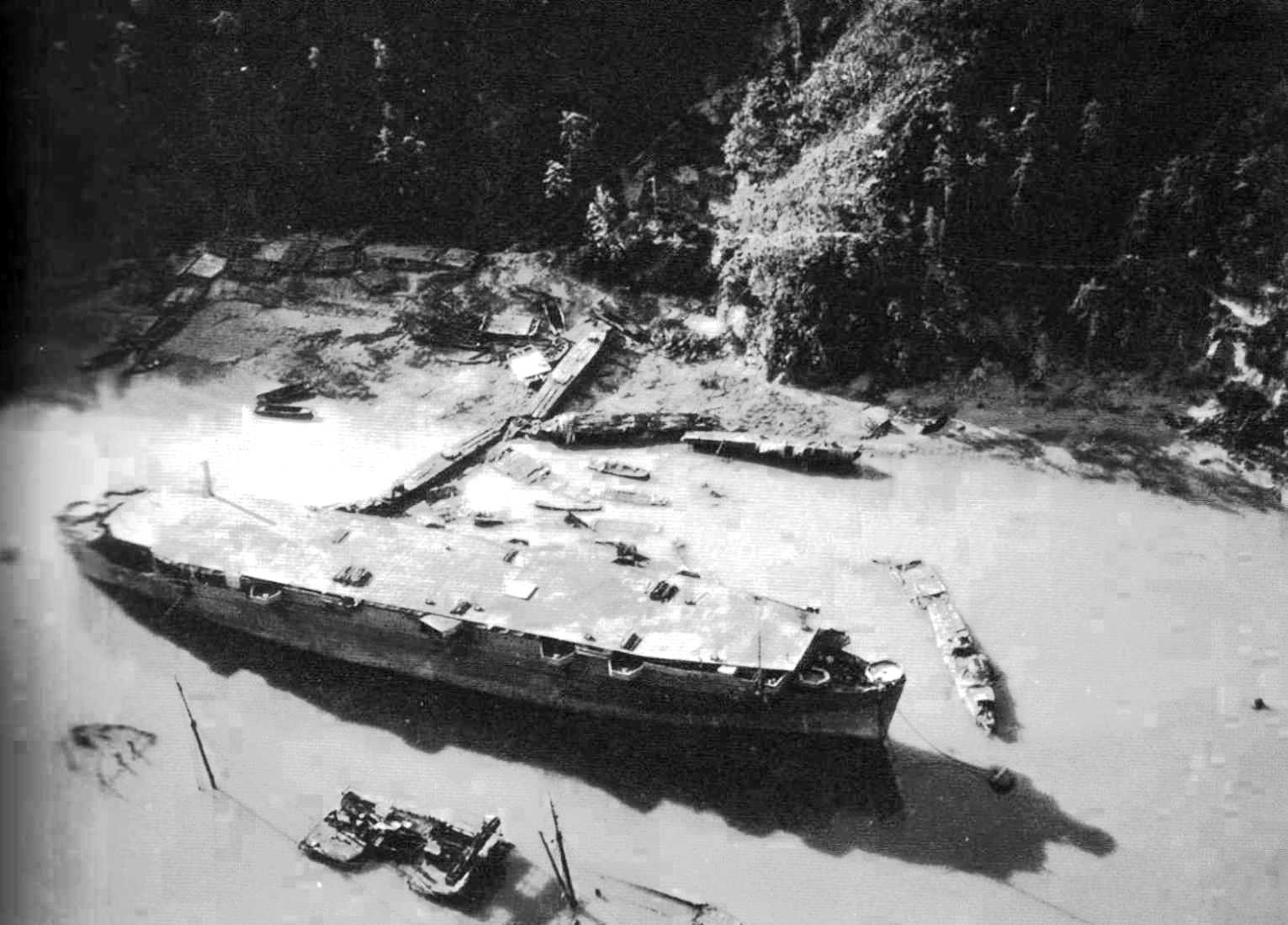
Die Kumano Maru bei Kriegsende

Die spätere Kumano Maru wurde am 15. August 1944 als Kriegs-Standard-Schiff der M-Klasse auf der Werft von Hitachi in Innoshima (heute ein Teil von Onomichi) auf Kiel gelegt. Bereits während des Baus wurde das Schiff durch das japanische Heer requiriert, um es zu einem U-Boot-Abwehr-Geleitträger mit Transportkapazität umzubauen (siehe Akitsu Maru). Der Stapellauf erfolgte am 28. Januar 1945 und die Indienststellung am 31. Mai 1945.
Nach ihrer Indienststellung nahm die Kumano Maru aufgrund eines zum Zeitpunkt ihrer Ablieferung starken Treibstoffmangels in Japan nie am Kriegsgeschehen teil. Hierdurch überstand sie anders als ein Großteil der japanischen Flotte den Krieg unbeschädigt. Nach Kriegsende wurde das Schiff bis 1947 zur Heimführung japanischer Soldaten eingesetzt und anschließend an die Kawasaki Kisen K. K. Line verkauft, um zu einem zivilen Handelsschiff umgebaut zu werden. Nur ein Jahr später wurde die erst drei Jahre alte Kumano Maru jedoch abgebrochen.

## Technische Beschreibung

### Rumpf und Antrieb
Der Rumpf der Kumano Maru war 152,7 Meter lang, 19,58 Meter breit und hatte bei einer Standardverdrängung von 8.000 Tonnen einen Tiefgang von 7 Metern.
Der Antrieb erfolgte durch vier Dampfkessel und zwei Getriebeturbinensätze mit denen eine Gesamtleistung von 10.000 PS (7.355 kW) erreicht wurde. Die Leistung wurde an zwei Wellen mit je einer Schraube abgegeben und die Höchstgeschwindigkeit betrug 19 Knoten (35 km/h).

### Bewaffnung
Die mitgeführte Bewaffnung bestand aus acht 7,5-cm-Flakkanonen Typ 88 und sechs 2,5-cm-Maschinenkanonen Typ 96.
Als Fliegerstaffel war eine Gruppe von acht Armee Typ 3 Verbindungsflugzeugen Ki-76, davon zwei in zerlegtem Zustand, vorgesehen. Diese hatten guteKurzstart- und Landefähigkeiten und waren in der Lage, auf dem kurzen Flugdeck zu starten und, mit Hilfe von Fangseilen, auch zu landen. Sie konnten mit je zwei 60-kg-Wasserbomben beladen werden.

### Sonstiges
Wie bei den Geleitträgern der Marine konnten auf ihrem Flugdeck nur Flugzeuge starten, da es für Landungen zu kurz war. Das Schiff verfügte des Weiteren nicht über einen Hangar, sondern die mitgeführten Flugzeuge wurden zwischen dem Flugdeck und dem ursprünglichen Oberdeck abgestellt. Es konnten bis zu 37 kleinere Flugzeuge transportiert werden. Als eigentlich vorgesehene Hauptaufgabe sollte bei Landeoperationen mit Flugzeugen Luftunterstützung gegeben und 25 Daihatsu-Landungsboote transportiert werden.